# Philip Sandblom
John Philip Sandblom (Chicago, 29 de outubro de 1903 — Lausanne, 21 de fevereiro de 2001) foi um velejador, professor e cirurgião sueco, medalhista olímpico. Ele competiu nos Jogos Olímpicos de Verão de 1928 na classe 8 Metre e conquistou a medalha de bronze na disputa realizada a bordo do Sylvia com Clarence Hammar, Tore Holm, Carl Sandblom, John Sandblom e Wilhelm Törsleff.
Sandblom formou-se no Instituto Karolinska com a dissertação A resistência à tração de feridas cicatrizantes em 1944. Em 1950, Sandblom foi nomeado professor de cirurgia na Universidade de Lund e, mais tarde, atuou como reitor da Universidade em 1957–1968.